# دولینکا (سرزمین آلتای)
دولینکا (به لاتین: Dolinka) یک منطقهٔ مسکونی در روسیه است که در سرزمین آلتای واقع شده‌است.